# Покша (приток Волги)
Покша — река в Ивановской и Костромской областях России, левый приток Волги. Впадает в Горьковское водохранилище ниже города Костромы. Длина реки составляет 89 км, площадь водосборного бассейна — 731 км².

## Этимология
Название происходит от мар. Покшэл - средина, средний. Такое название обусловлено её географическим местоположением между р. Мезой и р. Волгой.

## Притоки (км от устья)
- 5,8 км: река Сеньдега (пр)
- 19 км: река Танга (лв)

## Данные водного реестра
По данным государственного водного реестра России относится к Верхневолжскому бассейновому округу, водохозяйственный участок реки — Волга от города Кострома до Горьковского гидроузла (Горьковское водохранилище), без реки Унжа, речной подбассейн реки — Волга ниже Рыбинского водохранилища до впадения Оки. Речной бассейн реки — (Верхняя) Волга до Куйбышевского водохранилища (без бассейна Оки).
Код объекта в государственном водном реестре — 08010300412110000013261.